# نمی‌دانم چه در پیمانه کردی
«نمی‌دانم چه در پیمانه کردی» تصنیفی در سه بند (با یک بیت اضافه) از عارف قزوینی است که سال ۱۳۲۶ ه.ق در آواز افشاری ساخته شد.
این تصنیف از ساخته‌های عاشقانهٔ ایام جوانی عارف است و مضامین اجتماعی-سیاسی در آن به چشم نمی‌خورد. از خوانندگانی که تاکنون آن را اجرا کرده‌اند می‌توان عبدالله دوامی، الهه، پریسا، شهرام ناظری، محسن کرامتی سیما بینا،پروا  و محمد معتمدی را نام برد.